# Peter-Christoph Storm
Peter-Christoph Storm (* 8. September 1936 in Wustrow auf Fischland) ist ein deutscher Jurist.

## Leben
Mutter von Peter-Christoph Storm war die Schriftstellerin Ruth Storm (1905–1993), sein Vater war Ernst Storm. Storm studierte ab 1959 Rechtswissenschaft in Tübingen und Genf. Nach der ersten juristischen Staatsprüfung 1964, dem Assessorexamen 1969 und der Promotion 1973 an der Universität Tübingen wurde er 1979 Direktor und Professor beim Umweltbundesamt in Berlin. 1983 wurde er Honorarprofessor an der Universität Tübingen.
Schwerpunkte seiner Forschung sind Öffentliches Recht, Umweltrecht und Agrarrecht.

## Schriften (Auswahl)
- Der Schwäbische Kreis als Feldherr. Untersuchungen zur Wehrverfassung des Schwäbischen Reichskreises in der Zeit von 1648 bis 1732 (= Schriften zur Verfassungsgeschichte. Band 21). Berlin 1974, ISBN 3-428-03033-8.
- Das Gesetz zum Schutz vor gefährlichen Stoffen (Chemikaliengesetz – ChemG). Ein Überblick. Berlin 1982, OCLC 830686791.
- Umweltrecht. Wichtige Gesetze und Verordnungen zum Schutz der Umwelt. Textausgabe mit ausführlichem Sachverzeichnis und einer Einführung. 25. Aufl. Deutscher Taschenbuch-Verlag, München 2015, ISBN 978-3-423-05533-8.
- Umweltrecht. Einführung. 15. Aufl. Erich Schmidt, Berlin 2020, ISBN 978-3-503-19103-1.